# Narayanella pilipes
Narayanella pilipes is een vliesvleugelig insect uit de familie Mymaridae. De wetenschappelijke naam is voor het eerst geldig gepubliceerd in 1976 door Subba Rao.